# Файдо
Файдо (італ. Faido) — громада в Швейцарії в кантоні Тічино, округ Левентіна.

## Географія
Громада розташована на відстані близько 120 км на південний схід від Берна, 36 км на північний захід від Беллінцони.
Файдо має площу 132,6 км², з яких на 3,3 % дозволяється будівництво (житлове та будівництво доріг), 14,3 % використовуються в сільськогосподарських цілях, 52,2 % зайнято лісами, 30,2 % не є продуктивними (річки, льодовики або гори).

## Демографія
2019 року в громаді мешкало 2889 осіб (-14,6 % порівняно з 2010 роком), іноземців було 20,3 %. Густота населення становила 22 осіб/км².
За віковим діапазоном населення розподілялося таким чином: 15,3 % — особи молодші 20 років, 57,6 % — особи у віці 20—64 років, 27,1 % — особи у віці 65 років та старші. Було 1357 помешкань (у середньому 2,1 особи в помешканні).
Із загальної кількості 1132 працюючих 116 було зайнятих в первинному секторі, 210 — в обробній промисловості, 806 — в галузі послуг.